# ماهيه (جزيرة)

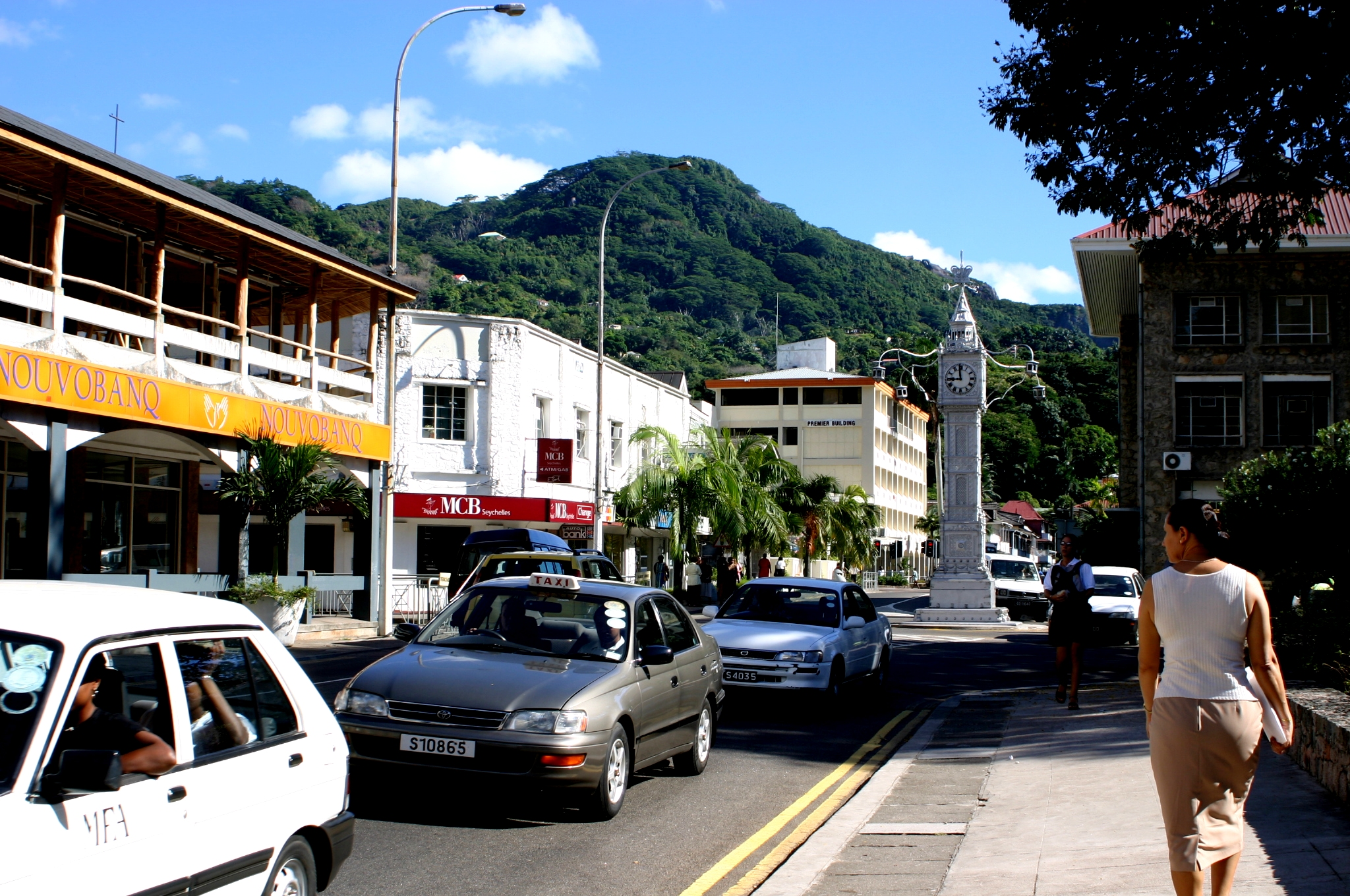

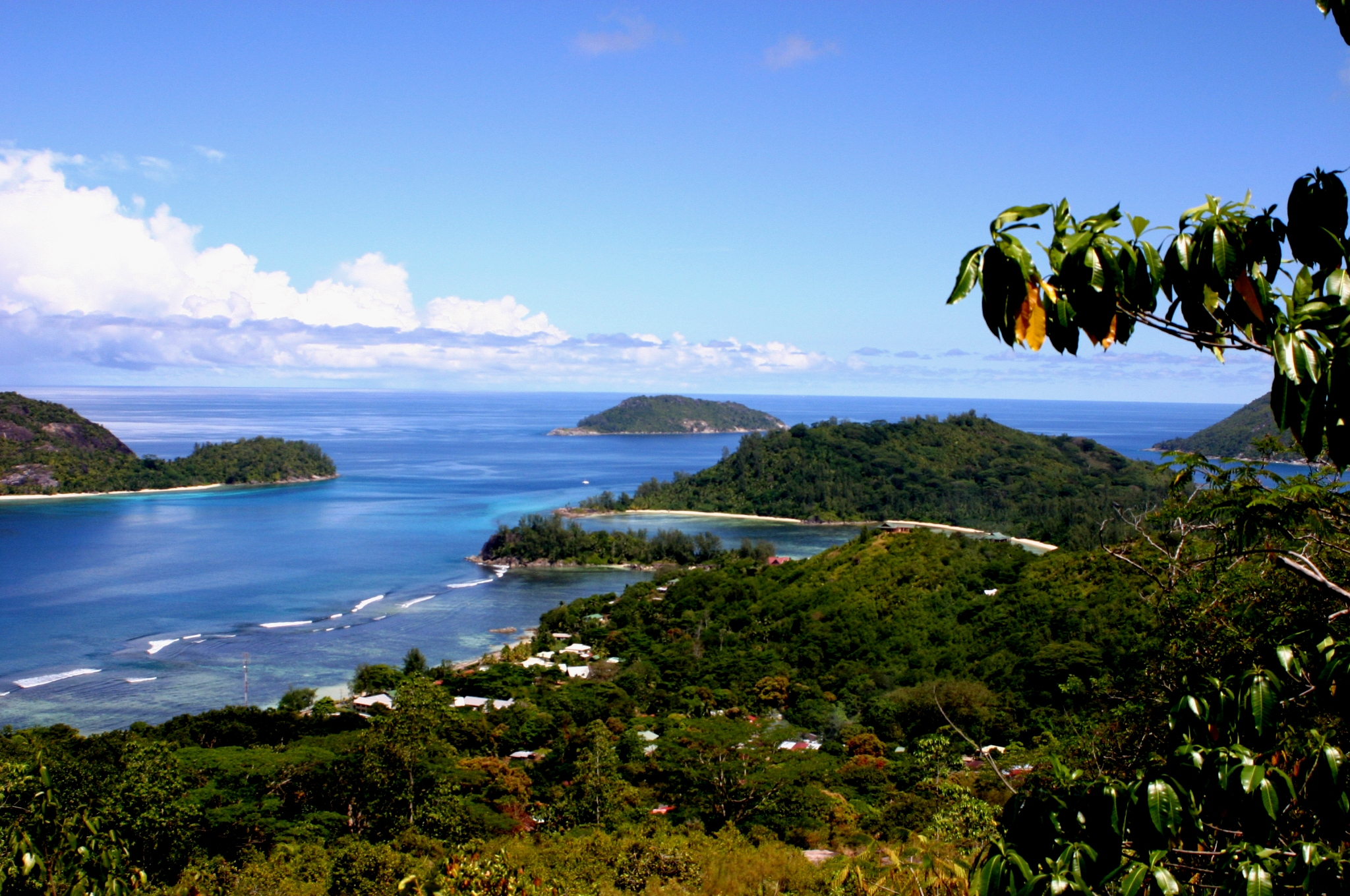

جزيرة ماهيه Mahé هي أكبر جزر جمهورية سيشل في المحيط الهندي في شرق أفريقيا. تبلغ مساحتها 155 كم2 كما يقدر عدد سكانها 72.000 نسمة. تضم العاصمة فيكتوريا. أقصى طول للجزيرة حوالي 26 كلم بينما أقصى عرض لها حوالي 6 كلم. ويعيش حوالي 90 في المئة من سكان جزر سيشل في جزيرة ماهيه.

## أعلام
- جوزيف بيلمونت
- أنطوان أبيل
- جان بول آدم

## اقرأ أيضا
- سيشل
- لا ديغو
- براسلين